# Ayyaria chaetophora
Ayyaria chaetophora (лат.) — вид трипсов, единственный в составе рода Ayyaria из семейства Thripidae (Thysanoptera).

## Распространение
По-видимому, широко распространён в азиатских тропиках до северной Австралии, широко известен в южном Китае.

## Описание
Мелкие насекомые с четырьмя бахромчатыми крыльями. Самка макроптерная. Голова шире длины, нижнечелюстные пальпы 3-сегментные; глаза крупные, с пятью пигментными фасетками; глазковые волоски I присутствуют, волоски III удлинённые; шесть пар заднеглазничных волосков. Антенны длинные, 8-сегментные, сегмент I без парных дорсо-апикальных волосков, с апикальной внутренней волоской длинной, III и IV с вильчатыми сенсорными конусами, III—VI с некоторыми микротрихиями на обеих поверхностях. Пронотум с двумя парами длинных постероангулярных волосков, одной парой постеромаргинальных волосков; одна пара антеромаргинальных волосков длинная. Мезонотум со срединной парой волосков далеко от заднего края; кампановидная сенсилла отсутствует антеромедиально. Метанотум слабо скульптурирован медиально; срединная пара волосков далеко от переднего края, близко к латеральной паре; кампановидная сенсилла отсутствует. Передние крылья узкие, первая жилка с длинным промежутком в ряду волосков, три дистальных волоска; вторая жилка обычно с тремя волосками; ключица с двумя или тремя жилковыми волосками и одним дискальным волоском; реснички задней бахромки волнистые. Простернальные ферны широкие и разделены посередине; базантры мембранозные, без волосков; простернальный край широкий и поперечный. Мезостернум с отсутствующими стерноплевральными швами; эндофурка со спинулой. Метастернальная эндофурка со спинулой. Лапки 2-сегментные. Тергиты не отделены от латеротергитов, без ктенидий; II—VII с полигональной сетчатостью и постеромаргинальным краспедом; VIII слабо сетчатый с каждой стороны и по переднему краю, постеромаргинальный гребень полный с длинными тонкими микротрихиями; IX без кампановидной сенсиллы, развиты MD волоски; X без срединного расщепления. Стерниты без дискальных волосков или краспед, полигонально сетчатые; стерниты II—VII с тремя парами постеромаргинальных волосков, стернит VII с волосками S1 и S2 перед задним краем. Самец сходен с самкой; тергит IX с короткими и длинными волосками S1, расположенными близко друг к другу, с двумя продольными рядами мелких бугорков за волосками S1; стерниты без поровых пластинок. По-видимому, связан с листьями бобовых, таких как Calopogonium, но взрослые особи были собраны со многих различных видов растений.

## Классификация
В подсемействе Thripinae родственные связи Ayyaria неясны. На голове присутствует пара I глазничных волосков, а на переднеспинке есть пара длинных волосков на переднем крае, как у Frankliniella, но ряды волосков передних крыльев неполные, а тергиты не имеют ктенидий.